# The Sims 4
The Sims 4 — однопользовательская компьютерная игра в жанре симулятора жизни и песочницы, четвёртая по счёту из серии игр The Sims, разработанная компанией «Maxis» и издаваемая «Electronic Arts» для Windows и macOS. Выход The Sims 4 для операционной системы Windows был официально объявлен на выставке компьютерных игр Е3 и состоялся 2 сентября 2014 года в США, а 4 сентября — в России и Европе. Локализатором игры в России стала компания «СофтКлаб». Выход версии игры для macOS состоялся 17 февраля 2015 года и 17 ноября 2017 года для игровых приставок PlayStation 4 и Xbox One.
В The Sims 4 нет чётко выраженного сюжета, а игровой процесс нелинеен и не имеет заданной конечной цели. Игрок контролирует до восьми собственноручно созданных или выбранных персонажей, направляя их на выполнение различных видов деятельности, таких, как удовлетворение собственных потребностей, зарабатывание денег и создание взаимоотношений с другими персонажами. Редактор строительства позволяет создать здание в желаемом стиле и обустраивать его мебелью, после чего в нём могут жить управляемые игроком симы.
The Sims 4 изначально создавалась как многопользовательская игра наподобие The Sims Online, но была переделана в традиционную игру для основной серии всего за полгода до релиза. Итогом этого стали явная недоделанность игры и массовые споры среди фанатов серии. Также спорным стало решение отказаться от открытого игрового мира. Тем не менее, The Sims 4 получила усовершенствованные редакторы создания персонажей и строительства, по сравнению с The Sims 3, а также улучшенный искусственный интеллект персонажей.
Продажи четвёртого симулятора по причине вышеописанных проблем в начале были сдержанными, но популярность The Sims 4 неуклонно продолжает расти и в 2020-е годы, в том числе за счёт поддержки игры обновлениями и платными дополнениями. По состоянию на 2020 год, The Sims 4 была самой покупаемой в мире игрой среди игроков-женщин.

## Игровой процесс
Игровой процесс в The Sims 4 представляет собой симулятор жизни. Игрок контролирует жизнь одного или нескольких персонажей, удовлетворяя их желания и потребности. Действия разворачиваются в городке, состоящем из жилых и общественных участков и населённом симами. Каждый персонаж наделён разумом и эмоциями, обладает уникальной внешностью и личностью. Отношения между симами измеряются по двум шкалам, отражающим силу дружбы и романтической привязанности. Интерфейс игрока с симом реализован в режиме третьего и первого лица.
При запуске новой игры игроку предлагают или выбрать одну из готовых семей из городков Ньюкрест (англ. Newcrest), Виллоу Крик (англ. Willow Creek) и Оазис Спрингс (англ. Oasis Springs), или создать новую. Возраст создаваемых персонажей варьируется от ребёнка до старика. Помимо этого, редактор позволяет настраивать биологический пол сима, гендер, ориентацию, цвет кожи, изменять черты лица и телосложение персонажа, но не рост. Для каждого сима выбираются жизненная цель и черты характера, которые в будущем будут влиять на поведение и желания персонажа. В режиме жизни игрок может в любой момент изменить жизненную цель персонажа. При создании сразу нескольких симов игрок может задать между ними родственную связь или брачные узы. У каждого персонажа в меню отношений можно посмотреть его семейное древо и увидеть всех родственников, в том числе и умерших. Готовую семью можно поселить на пустой или готовый участок; в семье не может быть больше восьми симов.

Режим строительства позволяет создать здание желаемой формы и стиля

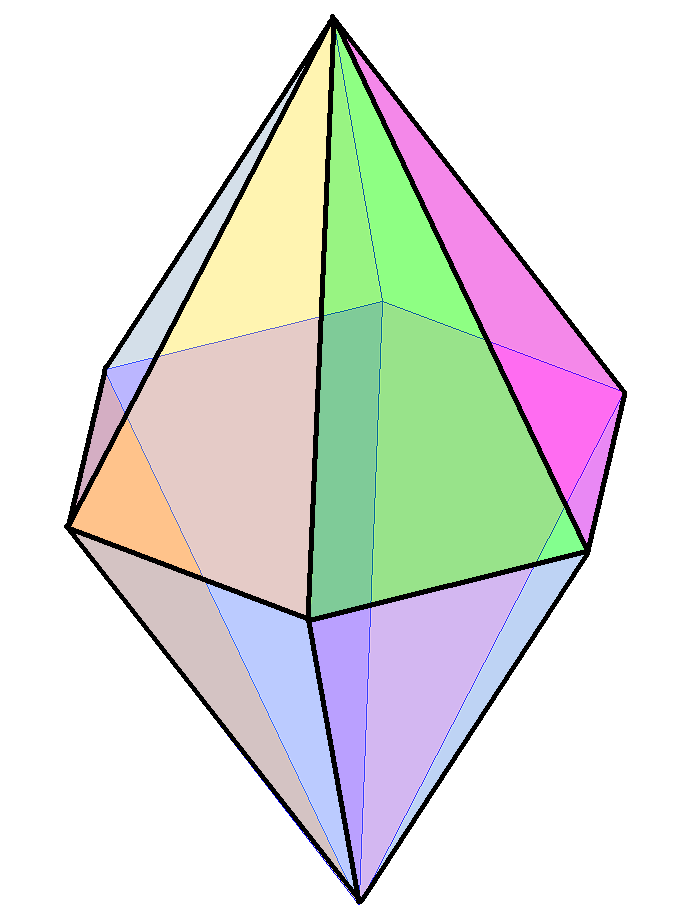
Над головой управляемого персонажа «висит» пламбоб — кристалл гексагональной бипирамидальной формы, цвет которого также отражает настроение сима.

Участки в игровых городках могут быть жилыми и общественными. Сим живёт на жилом участке и может посещать другие жилые или общественные места, например, чтобы сходить в гости, отдохнуть в баре или ночном клубе, завести знакомства с новыми персонажами, потренироваться в спортзале, посетить музей или библиотеку. В The Sims 4, в отличие от The Sims 3, отсутствует открытый мир, но одновременно игровое пространство более открыто, чем в The Sims 2 — каждый город условно поделён на районы, внутри которых персонажи могут свободно передвигаться, однако, чтобы попасть на другой участок даже внутри района, необходимо ждать меню загрузки. В каждом районе имеются рекреационные зоны, где персонаж может отдохнуть, устроить пикник, заняться рыбной ловлей, поиском коллекционных предметов и другими подобными делами.
В режиме покупки игрок может покупать новую мебель или продавать имеющуюся, а в режиме строительства — строить дом. Строить здание игрок может и без заселённой в него семьи, и в этом случае он не будет ограничиваться семейным бюджетом.
У каждого управляемого персонажа имеется шесть шкал потребностей, которые периодически необходимо восполнять. Самые важные из них: голод, естественная нужда и сон. Если не удовлетворять потребности персонажей, то они станут несчастными и даже могут умереть. Весомую роль играют события, происходящие вокруг сима, и окружающая его обстановка. Всего в игре у сима может быть 15 эмоциональных состояний (мудлетов), которые возникают при определённых обстоятельствах, взаимодействии персонажей или как результат некоторых событий. Эмоции воздействуют на все аспекты жизни персонажа. Они оказывают влияние на желания и настроение, на продуктивность персонажа на работе, на отношения с семьёй и друзьями. От переизбытка эмоций, например, гнева, сим может умереть. Эмоциональное состояние персонажа во многом влияет на его действия и наоборот. Например, вдохновлённый сим лучше создаёт предметы творчества, а посещение ночного клуба станет причиной пикантного настроения персонажа.
У каждого персонажа присутствуют до трёх желаний, которые зависят от эмоционального состояния сима и установленных жизненных целей. Так, художник будет мечтать о создании очередного шедевра, а семьянин — о поиске второй половины и рождении детей. Чтобы желания сима сбывались, необходимо совершать соответствующие действия, улучшать его навыки и укреплять связи с другими персонажами. Одна из основных задач игрока сводится к выполнению желаний сима, за что тот получает так называемые «баллы счастья», на которые, в свою очередь, можно приобрести награды, дающие преимущества в социальном взаимодействии. Наибольшее количество баллов счастья персонаж получает при исполнении своей жизненной цели.
В игре доступно множество социальных взаимодействий с разными персонажами: от простой дружбы и романтической привязанности до открытой вражды. Отношения у персонажей начинаются с «нейтральных». Чтобы улучшить их, необходимо общаться с персонажем и взаимодействовать с ним, следя при этом, чтобы это взаимодействие соответствовало уровню развития отношений. Например, если попытаться обнять или поцеловать едва знакомого персонажа, то он, скорее всего, не позволит этого сделать, и отношения ухудшатся. Персонаж может намеренно оскорблять другого сима, и при достижении достаточно плохих отношений может произойти драка.
Ещё одна цель игрока заключается в пополнении семейных сбережений, для чего персонаж должен устроиться на работу. Иерархия в каждой профессии насчитывает 10 ступеней, и персонаж начинает свою карьеру с самой низшей, имея небольшую почасовую зарплату. В игре используется вымышленная валюта симолеон. Для продвижения по карьерной лестнице персонаж должен развивать навыки и приходить на работу в хорошем настроении; на повышение или понижение успеваемости также влияют мини-квесты. При достижении вершины карьеры персонаж может приобрести ряд особых предметов-наград. Другой способ зарабатывать деньги — продажа собственноручно созданных предметов, художественных произведений, программного обеспечения и выращенных плодов.

### Обновления
После выхода The Sims 4 её геймплей был существенно расширен за счёт ряда бесплатных обновлений. Самые масштабные из них добавляли в игру призраков, бассейны, возрастную категорию малыши (англ. toddlers), младенцев (англ. infant), игровой мир — «Ньюкрест», инструменты для создания небинарных персонажей, более 100 оттенков кожи, слайдеры для цвета макияжа, улучшение ИИ в виде механики жизненного опыта и отношения к остальным симам, эмоциональное состояние «страх», так называемые «сценарии», позволяя игрокам задавать для симов определённые краткосрочные цели, и систему желаний и страхов, как в The Sims 2.
Другая категория важных дополнений включала в себя добавление таких инструментов строительства, как, например, подвалы, перегородки, дополнительные формы крыш, прозрачные крыши, изогнутые стены, П-образные и вертикальные лестницы, возможность придавать жилым участкам «черты характера», инструмент изменения уровня ландшафта, водоёмы, многоуровневый пол, возможность красить потолки и прочие элементы.
Другие обновления были связаны с добавлением незначительных элементов геймплея, например, дополнительных карьер, черт характера, уникальных NPC, например воров. Также обновления добавляют одежду или предметы, связанные с разными культурами Азии, Латинской Америки или ближнего востока.

### Отличия от The Sims 3
В The Sims 4 эмоциональный спектр был расширен с «плохо — хорошо» до 15 разных и независимых эмоциональных состояний, возникающих при определённых условиях и непосредственно влияющих на действия персонажей.
Из редактора персонажа были убраны ползунки, изменяющие детали лица. Вместо этого игрок получил возможность изменить часть тела путём захвата и перетаскивания мышью. Помимо внешних данных, редактор позволил игроку изменить походку персонажа. Одежда была разделена на более мелкие подкатегории.
В режиме строительства, в отличие от предыдущих версий, появилась возможность вращать и двигать целые комнаты и, растягивая стены, регулировать их величину. Для строительства помещений были предоставлены готовые планы уже обставленных комнат. Были введены новые параметры, с помощью которых можно изменять высоту фундамента и крыш, создавать округлённые фундаменты и заборы. С помощью специальных инструментов появилась возможность одним нажатием перемещать, растягивать крышу, регулировать её высоту, форму. Реализован механизм размещения объектов на стенах на разной высоте, были встроены фильтры для поиска мебели или одежды определённого стиля и цвета. Ещё одной особенностью The Sims 4 стало наличие скрытых локаций, в которые можно попасть, только найдя тайник и выполнив квест, но не через карту города.
Помимо нововведений, игра имеет ряд недостатков, по сравнению с The Sims 3, главный из которых — это отсутствие открытого игрового мира и возвращение меню загрузок, как в The Sims 2. Помимо этого, в игре отсутствует редактор стилей, позволяющий как в The Sims 3 придавать объектам сотни вариантов покраски.

## Разработка
| Системные требования                                          | Системные требования                                                                                                   | Системные требования                                                                                |
| ------------------------------------------------------------- | --- | --------------------------------------------------------------------------------------------------- |
|                                                               | Минимальные | Рекомендуемые                                                                                       |
| Windows XP, Windows Vista, Windows 7, Windows 8 и Windows 8.1 | | |
| ОС                                                            | Windows XP и новее | Windows XP и новее                                                                                  |
| ЦПУ                                                           | Процессор 1,8 ГГц Intel Core 2 Duo, AMD Athlon 64 Dual-Core 4000+ или аналогичный.                                     | Intel Core i5 или быстрее, AMD Athlon X4                                                            |
| Объём ОЗУ                                                     | Не менее 2 Гб ОЗУ | 4 Гб ОЗУ                                                                                            |
| Место на диске                                                | 12 ГБ и 1 ГБ для сохранения данных                                                                                     | 12 ГБ и 1 ГБ для сохранения данных                                                                  |
| Информационный носитель                                       | DVD (физический) Origin (цифровая дистрибуция)                                                                         | DVD (физический) Origin (цифровая дистрибуция)                                                      |
| Видеокарта                                                    | 128 Мб видеопамяти с поддержкой пиксельных шейдеров версии 3.0. NVIDIA GeForce 6600, ATI Radeon X1300, Intel GMA X4500 | NVIDIA GTX 650 или лучше                                                                            |
| Звуковая плата                                                | Звуковая карта, колонки и/или наушники                                                                                 | Звуковая карта, колонки и/или наушники                                                              |
| Устройства ввода                                              | компьютерная мышь, клавиатура                                                                                          | компьютерная мышь, клавиатура                                                                       |
| macOS                                                         | | |
| ОС                                                            | OS X Lion | OS X Lion                                                                                           |
| ЦПУ                                                           | Intel Core 2 Duo 2,4 ГГц или лучше                                                                                     | Intel Core 2 Duo 2,4 ГГц или лучше                                                                  |
| Объём ОЗУ                                                     | 4 Гб ОЗУ | 4 Гб ОЗУ                                                                                            |
| Место на диске                                                | 12 ГБ и 1 ГБ для сохранения данных                                                                                     | 12 ГБ и 1 ГБ для сохранения данных                                                                  |
| Информационный носитель                                       | DVD (физический) Origin (цифровая дистрибуция)                                                                         | DVD (физический) Origin (цифровая дистрибуция)                                                      |
| Видеокарта                                                    | 256 Мб видеопамяти или больше, NVIDIA GeForce 320M, 9600M, 9400M, ATI Radeon HD 2600 Pro или лучше.                    | 256 Мб видеопамяти или больше, NVIDIA GeForce 320M, 9600M, 9400M, ATI Radeon HD 2600 Pro или лучше. |
| Звуковая плата                                                | Звуковая карта, колонки и/или наушники                                                                                 | Звуковая карта, колонки и/или наушники                                                              |
| Устройства ввода                                              | компьютерная мышь, клавиатура                                                                                          | компьютерная мышь, клавиатура                                                                       |

Изначально игра, условно именуемая Olympus начала разрабатываться ещё в 2010 году, как многопользовательская онлайн-игра подобно The Sims Online. Согласной исходной задумке она должна была быть наделена простой графикой подходящей для самых разных платформ с самыми низкими системными требованиями. EA тогда отказалась от разработки однопользовательской игры, подобной The Sims 3. Такое решение принял  Джон Ричитиеллo, тогда ещё руководителя EA, убеждённый, что будущее The Sims — в многопользовательской игре. Основная фаза разработки велась с 2012 года, когда были созданы интерфейс, анимации и графика. Для разработки был использован язык программирования ActionScript 3.0. К концу 2013 года, прототип был почти полностью готов. В это же время, EA Games запустила рекламную кампанию по продвижению сетевой игры.
Переломный момент настал после провального выпуска SimCity в 2013 году по причине встроенных онлайн-функций. EA в тот момент понесла репутационный ущерб, а Джон Ричитиелло покинул свой пост. Оставшееся руководство пришло к выводу, что релиз многопользовательского симулятора при отсутствии традиционного сиквела The Sims может обернуться катастрофой для франшизы. Тогда ими было принято решение в кратчайшие сроки переделать Olympus в однопользовательскую игру. Разработчикам было дано всего 6 месяцев на переработку и чтобы довести игру до презентабельного вида. В итоге разработка велась в авральном режиме, в результате на момент выхода игра была сырой и предлагала мало игрового контента, чей недостаток восполнялся серией бесплатных обновлений. Также работники в условиях организационных проблем страдали от токсичной среды и эмоционального выгорания, поэтому к 2014 году из команды уволилось множество разработчиков. Тем не менее The Sims Studio удалось создать крепкий игровой фундамент, предлагающей ряд инновационных элементов, отсутствовавших в предыдущих The Sims.
В команду разработчиков входило почти вдвое большее количество людей, чем в состав команды создателей The Sims 3. Около половины команды разработчиков — женщины. Линдси Пирсон, ассоциируемый продюсер заметила, что хотели отразить голос тех, «кто был долгое время недопредставлен» в индустрии компьютерных игр.

### Графика и мир
При работе над графикой, разработчики поставили перед собой цель, чтобы игра быстро запускалась на слабых компьютерах. Необходимо было решить критический недостаток The Sims 3, когда третья часть по мере выпуска дополнений стала работать и загружаться крайне медленно. Для достижения такой цели, создателям пришлось пойти на несколько спорных, но важных компромиссов. Самый главный из них — отказ от открытого игрового мира и его замена на небольшие игровые локации — районы. Это также позволило создать детализированные и эстетически приятные пейзажи, что было бы невозможно в открытом мире. Второй важный компромисс — отказ от «инструмента изменения стиля», заменив его ограниченным списком цветовых вариантов как в The Sims 2.

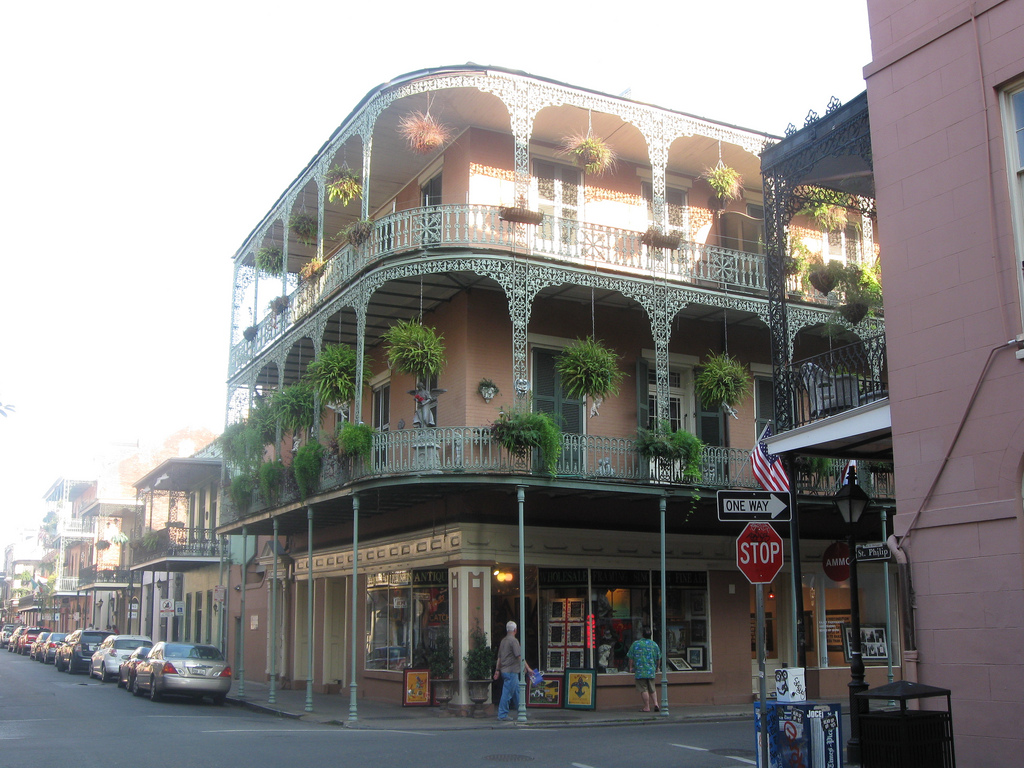
При создании базового городка Виллоу-Крик разработчики вдохновлялись архитектурой французского квартала Нового Орлеана.

Для оптимизации также требовалось адаптировать графику, например было решено использовать текстуры с простой детализацией и более низким разрешением, как часть художественного стиля, от этого объекты в игре стали выглядеть заметно стилизованнее. Окружающий мир также должен был выглядеть в меру ярким и абстрактным. Отказ от фотореалистичности решал проблему эффекта зловещей долины. Для более качественного освещения и избегания эффекта свечения была внедрена модель затемнения Ambient occlusion. Данную особенность хотели добавить ещё в The Sims 3, но она не вписывалась в художественный стиль третьей части. Также графику улучшали с помощью рельефного текстурирования. Команда Maxis решила отказаться от техники движения волос из-за нехватки денежных ресурсов на её разработку.
Изначально в игру планировалось добавить три или четыре городка; малоэтажную застройку в стиле Нового Орлеана, пустынную болотистую местность, итальянскую Ривьеру и старинный европейский город. В итоге «Орлеан» и «Ривьера» стали частью оформления городка Виллоу-Крик. Разработчики решили выпустить The Sims 4 с двумя готовыми городками; Виллоу-Крик и Оазис-Спрингс. Виллоу-Крик — это отсылка на старинный городок в колониальном стиле американского юга у болотных топей Луизианы, а скалистый и засушливый Оазис-Спрингс, похож на пригород Лас-Вегаса, построенный в середине XX века. Оба городка намеренно создавались противоположными в плане погодных условий и местной архитектуры. Несмотря на то, что городки не являются открытыми мирами, каждый их отдельный район имеет крупные рекреационные зоны. Среди жителей городков встречаются персонажи из предыдущих серий The Sims, например Белла Гот или Малькольм Ландграаб.
Анимация персонажей в The Sims 4 создавалась с привязкой к каждому отдельному эмоциональному состоянию, что выражается в мимике персонажа, его движениях и реакции на те или иные происшествия. Для этого было создано множество небольших действий, привязанных к определённым эмоциям и проявляющихся в те моменты, когда сим стоит, сидит, или занимается чем-либо. По этой же причине вариантов мимики и движений в игре стало гораздо больше, чем в предыдущих The Sims. Это решало проблему, типичную в предыдущих играх The Sims, когда симы выглядели безэмоциональными и застывшими. Анимация симов создавалась с нуля и не была заимствована из предыдущих частей игр The Sims. За основу анимации бралось видео с движениями реального актёра-аниматора. На создание анимации уходило от нескольких дней до трёх месяцев в зависимости от её сложности.

### Геймплей
Игровой процесс вначале разрабатывался с ориентиром на многопользовательскую игру, однако ограничения сетевого соединения не позволили реализовать заложенные в прототипе идеи многопользовательского режима, и в результате от него было решено отказаться. Помимо этого, в онлайн-версии пришлось бы сильно урезать качество графики. Хотя The Sims 4 наделена многими новшествами, она была создана на базе игрового процесса The Sims 3. Это объясняет множество общих схожих черт с третьей частью, например наличие растения «Проглитис людоедия» (англ. Cowplant). The Sims 4 стала первой игрой, в разработке которой не принимал участие основоположник серии Уилл Райт, но в ней были реализованы некоторые его идеи, которые невозможно было добавить из-за несовершенства компьютерных технологий того времени. Самой сложной задачей для разработчиков стало создание простого и удобного пользовательского интерфейса, который в предыдущих The Sims был и так достаточно сложным, чтобы игроки освоили его в течение нескольких игровых сеансов. Чтобы создать простой интерфейс надо было переработать сам игровой дизайн четвёртого симулятора. Например разработчики ввели инструмент захвата и перетаскивания, заменявший некоторые функции интерфейса в ранних играх, в том числе возможность менять черты персонажа вместо ползунков или возможность растягивать, перетаскивать комнаты, несколько объектов итд.

Изображение бета-версии игры в процессе разработки, когда велась работа над графикой и освещением.

Одним из главных новшеств помимо улучшенного поведения симов должны были стать усовершенствованные режимы строительства и редактора персонажа. Например The Sims 4 впервые предлагала фризы, пазухи сводов, пилястры, возможность менять высоту стен, изгибать фундамент, заборы, крыши, свободно размещать вертикальные объекты. Создатели намеревались обойти самые очевидные недостатки режимов строительства в предыдущих The Sims. Одно из нововведений The Sims 4 — «галерея», позволяет прямо в игре загружать симов, комнаты и участки, созданные другими игроками. В предыдущих играх галереи были встроены в официальные сайты игр и игрокам требовалось загружать файлы игры на сайты и наоборот, чтобы делиться своими созданными участками и симами или загружать в игру.
Разработчики и руководители EA Games постоянно конфликтовали из-за бюджета, руководство настаивало на скорейшем выпуске игры невзирая на очевидные недоработки. Из-за этого например создатели не успели до конца проработать визуальные эффекты бликов и теней, также итогом нехватки времени и средств стали слабо проработанные возрастные категории. В частности в игре отсутствовали малыши, добавленные в итоге через три года после выхода The Sims 4 . Также возрастная категория подростков стала внешне идентичной взрослым персонажам. Из-за нехватки времени перед релизом, команда решила сконцентрироваться на доработке версии только для Windows, за работу над версией для macOS команда принялась уже вскоре после релиза в 2014 году. По сути активная разработка The Sims 4 продолжалась после выхода, когда в течение нескольких месяцев выпускались масштабные обновления, закрывающие самые очевидные пробелы в игровом процессе.

### Искусственный интеллект
Улучшенный искусственный интеллект симов преподносился как главное новшество The Sims 4 в сравнение с её предшественницами. Эта часть впервые предлагает механику Smart Sim или многозадачность симов, позволяя им совершать сразу несколько действий, а не поочерёдно и вести себя естественнее. Smart Sim хотели внедрить ещё в ранних играх The Sims, но существующие тогда технологии не позволяли это сделать. Не менее сложной в разработке было отладка, чтобы исключить все возможные случаи странного поведения сима, например игры на гитаре во время справления нужды или кормления грудью мужским персонажем. Другое главное новшество в поведении симов — привязка к разным эмоциональным состояниям и отказ от шкалы положительного/отрицательного настроения. Эмоциональные состояния должны выполнять не только декоративную функцию, влияя на мимику и язык тела сима, но и прямо влиять на его поведение и решения. Также доработанный ИИ позволил добавить новые виды смертей, не возможные в предыдущих играх, например смерть от смущения, гнева или смеха. Создатели утверждали, что созданный ими ИИ плохо работал в условиях открытого мира и подходил скорее для замкнутых пространств.
Разработчики признались, что совершенствовать ИИ персонажей во многом им помогают так называемые игроки-садисты, любящие испытывать возможности игрового процесса The Sims в попытке обмануть симулятор или вовсе «сломать» его. В качестве самого очевидного примера можно привести утопление сима в бассейне при отсутствии подъёмной лестницы в ранних играх. Именно обнаружение таких деталей позволяют затем доработать ИИ симов, приписать им дополнительные действия и сделать их внимательнее. По этой же причине в The Sims 4 гораздо сложнее убить персонажей, чем в ранних играх. Разработчики исключили возможность смерти детей и животных из этических соображений.
Многие черты характера и стремления были исключены из-за сложности реализации или несоответствии рейтинга ESRB/PEGI, например вегетарианец/плотоядный, ипохондрик, всегда одетый и другие. Также из-за повышенных требований цензоров из игры были исключены многие привычные для серии эротические взаимодействия. The Sims 4 по прежнему должна была обладать детским рейтингом, требования к которому ужесточились за последние 15 лет. Изначально создатели хотели добавить реакцию симов на изменение веса и мускулатуры. Однако после обвинения в дискриминации людей с весом, такая функция была исключена ещё до выхода игры.

### Обновления и расширения
Изначально разработчики хотели выпускать каталоги и игровые наборы в составе так называемого премиум-доступа в рамках подписки. Однако данная возможность так и не была осуществлена. Для поддержки игры и разработки расширений, команда разделилась на пять групп, работающих над: дополнениями, игровыми наборами, каталогами, обновлениями и исправлением внутриигровых ошибок. Это отличалось от ситуации, когда вся команда занималась дополнениями после выходов The Sims 2 и The Sims 3. По этой причине расширения к The Sims 4 стали выпускаться реже. На создание одного дополнения в среднем требуется год, игрового набора — девять месяцев, а каталога — от шести месяцев. Выбирая тему расширения, разработчики учитывают самые частые запросы игроков, их отзывы, удачность опыта по созданию похожих расширений в предыдущих частях The Sims, и прочие факторы риска. Создатели также стремятся учитывать современные тренды и культурные отсылки. Для каждого отдельного дополнения создаются от сотни до тысячи новых анимаций.
Каталоги — самые малые типы дополнений в отличие от таковых для The Sims 2 и The Sims 3 включают не только коллекции предметов, но и несколько предметов с расширением геймплея. Важно, чтобы предмет расширяющий геймплей был достаточно интересным для игроков — успех каталога зависит от него не менее, чем от остальной коллекции предметов. Несколько каталогов были созданы в рамках онлайн-голосований, где пользователи могли выбрать тематику каталога, стиль коллекции мебели и одежды. Игровые наборы стали новым видом расширений для серии The Sims, они меньше «дополнений», но глобальнее «каталогов» — они позволяют команде углубляться в разработку определённой узконаправленной темы. Основная трудность, связанная с выпуском новых дополнений связана с тем, что вместе с очередным пакетом, создатели должны проверять его совместимость со всеми предыдущими дополнениями, которых с годами становится всё больше.
Разработчики признались, что дополнения к The Sims 4 менее объёмны с точки зрения игрового процесса, нежели дополнения к The Sims 3, они утверждали, что это вызвано повышенным требованием к проработке малых деталей в игровом процессе, особенно в «Игровых наборах» а также, что значительная часть разработки уходит на создание игровых миров. При этом качество дополнений, выпущенных в первые годы после релиза было ниже из-за систематических организационных и финансовых проблем, тем не менее качество дополнений повысилось особенно после 2019 года. Один из инсайдерских источников объяснял низкую содержательность дополнений в сравнение с The Sims 3 тем, что третью часть поддерживали одновременно две студии: EA Redwood Shores и EA Salt Lake. The Sims 4 поддерживается одной студией с привлечением меньших средств и рабочих ресурсов.

## Выпуск

### Для компьютеров
Слухи о предстоящем выпуске игры появились в 2010 году. В 2013 году несколько изображений прототипа пользовательского интерфейса просочилось в Интернет. 6 мая 2013 года Electronic Arts официально анонсировала The Sims 4. Разработкой игры занимались студии Maxis и The Sims Studio. Вскоре стало известно, что выход The Sims 4 был отложен с начала 2014 года на осень.
The Sims 4 — однопользовательская игра, не требующая постоянного подключения к сети, однако для установки игры требовался аккаунт в Origin и доступ в Интернет. В игру было решено не добавлять DRM-защиту, вероятно из-за массовых проблем, сопровождающихся при выпуске SimCity в 2013 году по причине DRM. Разработчики позиционировали The Sims 4, как игру со значительно упрощённым управлением, улучшенным искусственным интеллектом симов — цифровых человечков из игры и подходящую для игры на слабых компьютерах, в отличие от своего предшественника The Sims 3. Официальный анонс игры состоялся 6 мая 2013 года. Впервые игровой процесс показывался на выставке Gamescom в Кёльне (Германия) в августе 2013 года. EA Games также предоставляла ранний доступ к игре сим-блогерам на YouTube и администраторам фанатских sim-сайтов.
В августе была выпущена демоверсия The Sims 4. Редактор создания персонажа, доступная для бесплатного скачивания в Origin. В рамках сотрудничества SteelSeries и Electronic Arts, были выпущены периферийные устройства тематики The Sims 4 — головная гарнитура и компьютерная мышь, которые подсвечиваются в соответствии с эмоциональным состоянием сима в игре, и коврик для мыши. Продукция была выпущена в момент запуска игры. The Sims 4 была переведена на 18 языков мира, включая русский.

#### После выхода
Выход The Sims 4 для Windows состоялся 2 сентября 2014 года в США, Канаде, Тайване и Южной Корее, 4 сентября в Новой Зеландии, Индии, ЮАР, Европе, России, Японии, Австралии, Бразилии и 5 сентября в КНР. Изначально игра была доступна только на Windows. Выпуск игры для Mac состоялся 17 февраля 2015 года.
В России The Sims 4 присвоили возрастной рейтинг «18+ (Запрещено для детей)» предположительно из-за закона о запрете «гей-пропаганды» среди несовершеннолетних, так как в The Sims 4 можно практиковать однополые отношения. Все предыдущие серии The Sims имели в России более низкий рейтинг, даже при том, что и в ранних играх присутствуют однополые отношения. Также высокий рейтинг «М» или 15+ игра получила в Австралии. В марте 2015 года компания EA Games, в рамках экономической блокады США, заблокировала доступ к их самым популярным играм, в том числе и The Sims 4 для всех жителей Крыма.
В 2019 году в рамках ребрендинга The Sims 4, Maxis поменяла обложку игры, всех расширений, а также стиль главного меню игры, выполненного отныне не в белых, а ярко-голубых тонах. В этом же году прекратилась поддержка 32-х битной версии The Sims 4. Владельцы 32-х битных компьютеров при наличии лицензионной копии The Sims 4 отныне могут скачать в Origin издание The Sims 4 Legacy Edition, включающее большую часть дополнений, выпущенных до 2019 года и без поддержки онлайн-галереи.
По состоянию на 2020 год или в течение шести лет после выхода, The Sims 4 продолжала поддерживаться дополнениями, что сделало её самой «долгоживущей» игрой в жизненном цикле игр серии The Sims. В 2020 году, The Sims 4 наряду с другими играми от EA Games стала доступна для покупки в цифровой платформе Steam. В феврале вследствие российской военной агрессии против Украины, EA Games приостановила продажу своих игр, в том числе и The Sims 4 в России и Беларуси.
С 18 октября 2022 года The Sims 4 стала навсегда доступна для бесплатного скачивания на цифровых площадках Origin или EA. Тем не менее все выпущенные к ней дополнения остались платными.

### Для мобильных устройств
6 марта 2018 года EA Games выпустила условно-бесплатную игру The Sims Mobile для IOS и Android. Данная игра во многом подобна The Sims 4, но с упрощённой графикой и игровым процессом, ориентированным на поэтапную разблокировку материала по мере выполнения заданий. До релиза игра была доступна в Бразилии. Особенность The Sims Mobile — это так называемая «шкала энергии», которую можно восполнить за кексы, являющиеся внутриигровой валютой наряду с симолеонами, добываемые «фармингом» или через микротранзакции. В игре также имеется многопользовательский режим, позволяющий в режиме реального времени общаться с симами других игроков. Несмотря на удачный старт, игра быстро потеряла популярность, уступив The Sims FreePlay от 2011 года из-за несбалансированности игрового процесса и излишнего сдерживания прогресса микротрансакциями.

### Для игровых приставок
17 ноября 2017 года состоялся The Sims 4 для PlayStation 4 и Xbox One в США и России. Создание версии для игровых приставок зависело от успеха игры для ПК. О её разработке стало известно в 2015 году, а выпуск планировался в 2016-м. Перенос релиза на год был связан с проблемами интеграции игры для управления геймпадом.
The Sims 4 для приставок полностью идентична её ПК-версии, она также впервые в серии стала получать все обновления и платные расширения, что и игра для ПК. Для сравнения консольная версия The Sims 3 при её схожести с ПК-версией The Sims 3 не получила ни одного дополнения и не позволяла загружать пользовательский контент, опубликованный вне специальных игровых галерей. При работе над консольной
The Sims 4, разработчики хотели избавить игру от подобных ограничений, позволяя игрокам скачивать контент из пользовательской галереи, созданный игроками на ПК.

## Издания
Бонусные предметы — DLC, прилагающиеся к разным изданиям игры:
| Содержимое                                                          | Содержимое                                                          | Простое издание                              | Ограниченное издание                         | Издание Digital Deluxe | The Sims 4. Премиальное издание | The Sims 4/ Коллекционное издание |
| ------------------------------------------------------------------- | ------------------------------------------------------------------- | -------------------------------------------- | -------------------------------------------- | ---------------------- | ------------------------------- | --------------------------------- |
| Содержимое                                                          | Содержимое                                                          | Прилагается вместе с изданием и через Origin | Прилагается вместе с изданием и через Origin | Доступно через Origin  | Прилагается вместе с изданием   | Прилагается вместе с изданием     |
| Цифровой контент                                                    | Пора на вечеринку                                                   | Да                                           | Да                                           | Да                     | Да                              | Да                                |
| Цифровой контент                                                    | Шапки в виде животных                                               | Нет                                          | Да                                           | Да                     | Да                              | Да                                |
| Цифровой контент                                                    | Гуляем всю ночь                                                     | Нет                                          | Нет                                          | Да                     | Да                              | Да                                |
| Цифровое музыкальное сопровождение                                  | Цифровое музыкальное сопровождение                                  | Нет                                          | Нет                                          | Да                     | Да                              | Да                                |
| Руководство от создателей                                           | Руководство от создателей                                           | Нет                                          | Нет                                          | Нет                    | Да                              | Да                                |
| Интерактивная USB-статуэтка в виде кристалла Plumbob от SteelSeries | Интерактивная USB-статуэтка в виде кристалла Plumbob от SteelSeries | Нет                                          | Нет                                          | Нет                    | Нет                             | Да                                |

## Музыка и озвучивание
Язык, на котором разговаривают персонажи, называется симлишем и был специально создан для игры серии The Sims. Они представляют собой имитацию образной речи, не похожей ни на один язык. Для каждого персонажа женского и мужского пола доступно по три типа голоса, озвученных разными актёрами. Если включить в игре стерео-колонки или магнитофон, то можно слушать реально существующие песни самых разных жанров, но исполненных на симлише. Для игры и её дополнений свои песни перезаписывали множество певцов, например это были Радин Джошуа, Echosmith, Big Data, New Politics, Zedd, Тори Келли, Карли Рэй Джепсен, The Vamps, Tegan and Sara, Nelly, Элис Купер, Bananarama.

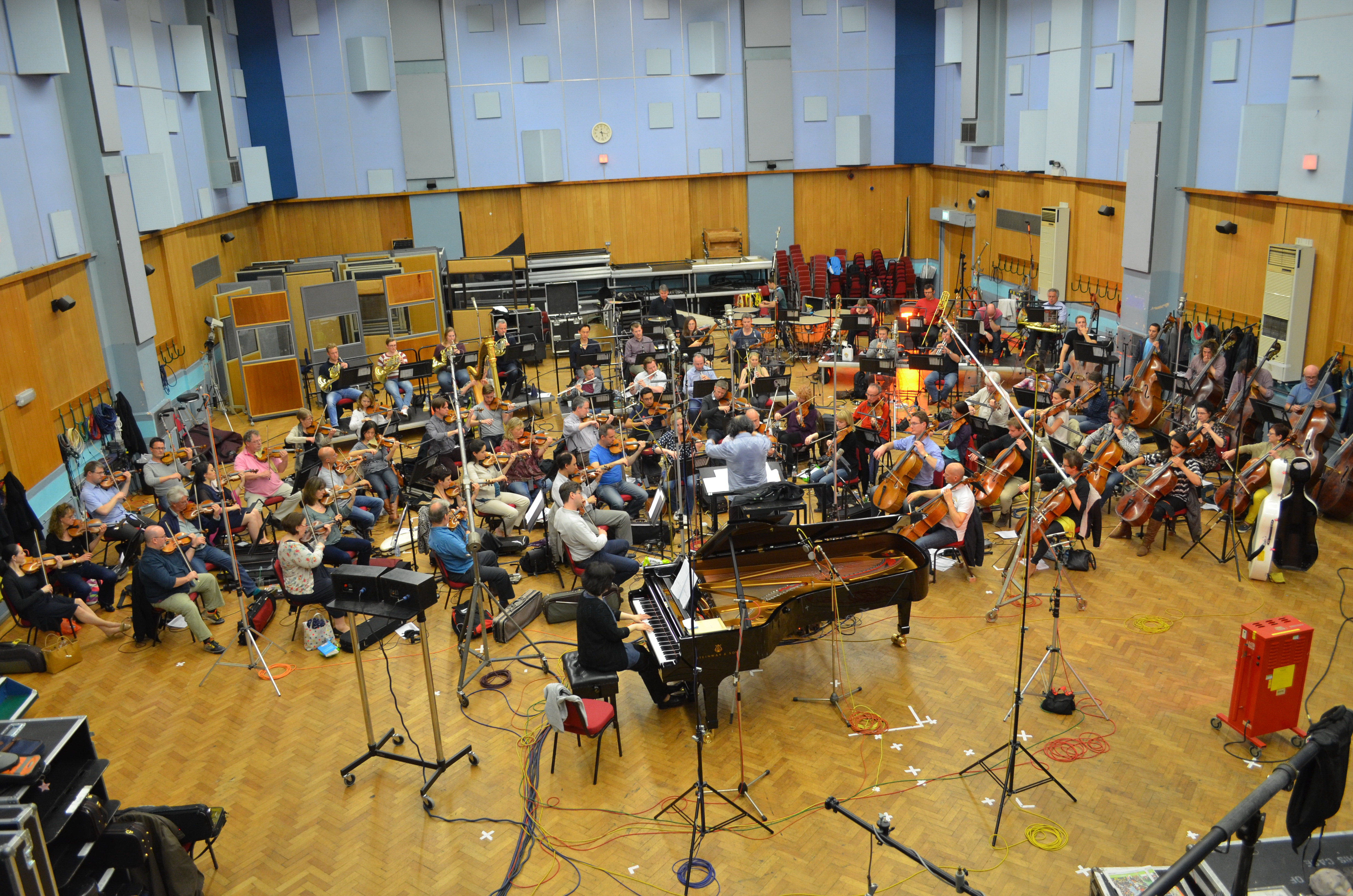
Фоновая музыка к игре записывалась с участием Лондонского симфонического оркестра.

Фоновое музыкальное сопровождение к игре написал британский композитор Илан Эшкери. Помимо прочего он создал более 140 музыкальных вставок, запускающийся при определённых событиях и отражая настроение симов. Музыка в The Sims 4 в отличие от саундтрека к фильмам не должна была упираться на повествование, а выступать лишь фоном. С этой задачей композитору вначале было сложно справиться. Мелодии не должны были быть слишком резкими и перенасыщенными, чтобы не пугать и не отвлекать игрока. Музыку исполнял лондонский симфонический оркестр: и по словам Эшкери, классические инструменты лучше могут передать весь эмоциональный спектр от счастья и застенчивости до гнева.
В игру внедрена функция изменения аранжировки фоновой музыки в режиме строительства и создания персонажа. Каждая фоновая музыка разделена на восемь отдельно записанных музыкальных дорожек, которые плавно заменяют друг друга при переходе на те или иные разделы редактора создания сима/строительства: например, при переходе в более детальный режим изменения лица персонажа аранжировка фоновой музыки становится проще — вместо оркестра игрок слышит струнное трио или фортепиано. Впервые функция изменения аранжировки музыки была применена в игре SimCity 2013 года выпуска.
| №   | Название               | Длительность |
| --- | ---------------------- | ------------ |
| 1.  | «It's the Sims»        | 2:15         |
| 2.  | «Sul Sul»              | 3:08         |
| 3.  | «Test Card 44»         | 2:59         |
| 4.  | «Breakfast»            | 3:00         |
| 5.  | «Circle»               | 4:56         |
| 6.  | «Milan»                | 3:19         |
| 7.  | «Take This»            | 3:20         |
| 8.  | «Josine»               | 3:18         |
| 9.  | «August»               | 3:16         |
| 10. | «Test Card 68»         | 3:30         |
| 11. | «Topography»           | 3:38         |
| 12. | «Here Come the Autumn» | 3:21         |
| 13. | «Beatrix»              | 3:35         |
| 14. | «Me Too»               | 2:42         |
| 15. | «In the Air»           | 3:08         |
| 16. | «December»             | 3:13         |
| 17. | «Goodbye MBK»          | 2:27         |
| 18. | «Hello Tomorrow»       | 2:21         |

| №   | Название                   | Исполнитель                  | Длительность |
| --- | -------------------------- | ---------------------------- | ------------ |
| 1.  | «In My Head»               | The New Saga                 | 3:10         |
| 2.  | «Again and Again»          | Рай Гэддисон                 | 3:46         |
| 3.  | «Dobie Boppsie Barm»       | The Persimmon Confidential   | 3:49         |
| 4.  | «High Headed Woman»        | Captive                      | 3:22         |
| 5.  | «Pressure»                 | OVERWERK                     | 4:19         |
| 6.  | «Love in Your Eyes»        | Радин Джошуа                 | 3:08         |
| 7.  | «That Evil»                | Ку Сматтерс                  | 3:40         |
| 8.  | «Reach You (feat. Annaca)» | Джейкоб Плэнт                | 3:35         |
| 9.  | «Obrayzow»                 | Джейс Юпитер                 | 3:25         |
| 10. | «Zumbray»                  | Эдди Бриджфорд               | 4:27         |
| 11. | «Love Is True»             | Lyle Hampton And The Hollars | 3:29         |
| 12. | «Shoby Nye»                | Chachi And The Chinchillas   | 3:38         |

| Персонаж           | Актёр озвучивания |
| ------------------ | ----------------- |
| Мужской персонаж 1 | Скотт Уайт        |
| Мужской персонаж 2 | Тейлор Паркс      |
| Мужской персонаж 3 | Фред Таташор      |
| Мужской персонаж 4 | Оуэн Томас        |
| Женский персонаж 1 | Сия Коурт         |
| Женский персонаж 2 | Кризия Байос      |
| Женский персонаж 3 | Джессика Ди Чикко |
| Женский персонаж 4 | Хинден Уолч       |
| Ребёнок            | Арианна Ратнер    |
| Прочие персонажи   | Ник Шакур         |

## Отзывы и критика
| Сводный рейтинг       | Сводный рейтинг | Сводный рейтинг | Сводный рейтинг |
| Издание               | Оценка          | Оценка          | Оценка          |
| Издание               | PC              | PS4             | Xbox One        |
| --------------------- | --------------- | --------------- | --------------- |
| GameRankings          | 68,73 %         | 66,92 %         | 65,33 %         |
| Metacritic            | 70/100          | 66/100          | 66/100          |
| Иноязычные издания    |                 |                 |                 |
| Издание               | Оценка          | Оценка          | Оценка          |
| Издание               | PC              | PS4             | Xbox One        |
| Game Informer         | 6,75/10         | 7/10            | 7/10            |
| GamePro               | N/A             | 73/100          | 73/100          |
| GameRevolution        | 3ж              | N/A             | N/A             |
| GameSpot              | 6/10            | N/A             | N/A             |
| GamesRadar+           | [ 177 ]         | N/A             | N/A             |
| GameTrailers          | 6,5/10          | N/A             | N/A             |
| IGN                   | 7,5/10          | 5,5/10          | 5,5/10          |
| Joystiq               | [ 181 ]         | N/A             | N/A             |
| OXM                   | N/A             | N/A             | 70/100          |
| PC Gamer (US)         | 79/100          | N/A             | N/A             |
| Polygon               | 6,5/10          | N/A             | N/A             |
| Русскоязычные издания |                 |                 |                 |
| Издание               | Оценка          | Оценка          | Оценка          |
| Издание               | PC              | PS4             | Xbox One        |
| Absolute Games        | 70 %            | N/A             | N/A             |
| PlayGround.ru         | 8/10            | N/A             | N/A             |
| Riot Pixels           | 60 %            | N/A             | N/A             |
| «Игромания»           | 7,5/10          | N/A             | N/A             |

В первую неделю после выпуска The Sims 4 получила смешанные отзывы рецензентов. При этом ЕА не предусмотрели критику копий игры, которые попали в Интернет до первого сентября. Многие игроки, особенно фанаты Sims, знакомые с предыдущими сериями, оказались недовольны. Журналисты в основном сдержанно отозвались об игре, средний балл по версии Metacritic составляет 70 из 100 возможных.
Несмотря на смешанные отзывы критиков, они признали ряд очевидных преимуществ в игре в сравнение с её предшественницами, в частности это более усовершенствованный Create-A-Sim, позволяющий придавать персонажам желаемую форму и быстро подбирать причёски и одежду, минуя надоедливые загрузки, как это было в третьей части. Изменять формы тела захватом мышки гораздо быстрее и удобнее, чем учиться пользоваться ползунками. Олег Москалёв, рецензент сайта 3DNews, отметил, что вышеописанные преимущества позволяют довольно быстро создавать персонажа желаемой внешности, в том числе и копию настоящего человека. Саймон Прист с сайта Gamewatcher также заметил, что создание нового сима ощущается более естественным и менее утомительным, нежели в The Sims 3.
Критики хвалили игру за её художественный стиль, приятные визуальные эффекты и проработанный окружающий мир, радующий глаз игрока. The Sims 4 определённо понравится игрокам, любящим визуальные эффекты. Саймон Прист заметил с иронией, что The Sims 4 наделена всеми возможными графическими усовершенствованиями, которые современные компьютеры способны просчитать. Графика выглядит чисто, блестяще и показывает, как она далеко продвинулась в сравнении с «прежними временами, когда на диагональных стенах нельзя было размещать окна». Редакция The Gamer назвала внимание к мелким деталям окружающего пространства «феноменальным», «от воздушных завихрений в пустынных локациях до плавающих уток в диких водоёмах». С первого взгляда они даже не заметны, однако придают реалистичность миру The Sims 4. Журналисты похвалили редактор строительства, позволяющий перетаскивать целые комнаты и лучше воплощать дизайнерские решения с ограниченным количеством элементов архитектуры и мебели, а также возможность достаточно быстро строить сам участок. Ли Купер в Hardcore Gamer заметил, что даже отсутствие редактора стиля из The Sims 3 не портит общее впечатление от общих возможностей режима строительства. Крис Торстен в PC Gamer отдельно отметил, что хотя мир игры аполитичен, он явно похож на Калифорнию.
Не меньшим достоинством было признано реалистичное поведение симов, критики оценили введение целого ряда эмоциональных настроений и многозадачность персонажей. Саймону Присту пришёлся по душе тот факт, что определённые эмоции могут непосредственно влиять на решения и действия симов. Крис Торстен заметил, что поведение персонажей чувствуется естественным и наделено своей глубиной, что обогатит игрока новым опытом. Николас Тан в Game Revolution считает, что язык человеческого тела в игре не имеет себе равных и вполне компенсирует проблему того, что игрок не способен понять язык симов. Олег Москалёв в своей рецензии отметил, что разработчики сделали ставку на самих персонажей, и похвалил четвёртый симулятор за её проработанную систему эмоций. По словам Москалёва, если предыдущие игры были похожи на «развлечение домохозяек», то The Sims 4 может привлечь любителя многопользовательских ристалищ Battlefield 4. В рецензии сайта SBS.Net было отмечено: «Режим жизни стал подобен кукольному театру, где кукловод ведёт одну куклу, которая, то появляется, то исчезает на сцене». Редакция GameRant отдельно критиковала неадекватное поведение симов в больших группах (например во время вечеринок и других мероприятий) и обилие внутриигровых ошибок, возникающих в этот момент. При этом редакция упоминала, что эта проблема была типична и для всех предыдущих игр серии.
По душе журналистам пришёлся тот факт, что игра быстрая и не мучает игрока долгими загрузками, как это делала The Sims 3, а также переработанный пользовательский интерфейс в минималистском стиле. Саймон Прист отметил, что несомненное преимущество игры заключается в её быстроте, но при этом графика выглядит плавной, яркой и красивой. Ли Купер оценил возможность открывать пользовательскую галерею, что, по его словам, облегчит игру неспособным к творчеству игрокам, позволяя им загружать готовых персонажей и участки других пользователей.
Главным недостатком игры, по мнению критиков, стало отсутствие открытого игрового мира, как в The Sims 3: как и в The Sims 2, чтобы даже сходить к соседям, надо подождать меню загрузки. Кимберли Уаллас из Game Informer назвала небольшие игровые миры самым большим разочарованием, заметив, что в The Sims 4 нет возможности гулять и изучать районы города таким образом, как это можно было сделать в третьей части, «хотя ваш сим может в рекреационных зонах ловить рыбу или отвезти ребёнка на детскую площадку, большинство возможностей времяпрепровождения на улице доступны и на заднем дворе участка, это не даёт игроку веских причин покидать территорию дома». Николас Тан заметил, что мир четвёртого симулятора не ощущается таким живым, как в The Sims 3, а постоянные экраны загрузки раздражают. Ли Купер заметил, что даже усовершенствованная система эмоций не смогла компенсировать ту утрату, что пришла с шовным игровым миром. Симуляция жизни выглядит изолированнее, беднее и предсказуемее; «Вы можете посетить клуб, но не можете пройтись до него по улице, можете устроить вечеринку, но не общаться с соседями, минуя надоедливый экран загрузки. Вы можете ходить на работу, но чудесным образом „исчезаете в параллельной вселенной“ до конца рабочей смены».
Обозревателям пришёлся не по душе факт того, что из игры был убран редактор стилей, позволяющий перекрашивать объекты в желаемые текстуры. Ранняя версия игры от 2014 года критиковалась за свою сырость, явный недостаток игрового материала и обилие внутриигровых ошибок при неоправданно высоком ценнике.
Майкл Томсен из журнала Forbes, отдельно задался вопросом, почему, создавая The Sims 4 как аллюзию на реальную жизнь, разработчики по-прежнему не решаются симулировать расистские идеи, «учитывая, насколько они вездесущи в американском обществе и политике», но одновременно в игре допускается создание детоненавистников, «жертвами жестокого обращения которых каждый год становятся шесть миллионов детей в США». Также редакция сайта Kotaku выражала возмущение по поводу наличия в игре черты характера «безумный» (англ. insane), которая оскорбляет людей с психическими расстройствами, обесценивает их проблему и укрепляет предубеждения против этих людей, в том числе и опасность для окружающих. В результате на пост отреагировали разработчики, переименовав данную характеристику в «непостоянный» (англ. erratic).

### Для игровых приставок
The Sims 4 для игровых приставок получила смешанные отзывы у критиков. Для PlayStation 4 эта оценка составила 66 баллов из 100, а для Xbox One — 67 из 100.
Часть критиков оставила положительные отзывы, например, Мэтт на сайте Digitallydownload похвалил игру за ту свободу действий, которая доступна игроку. The Sims 4 позволяет создать множество разных историй, каждая из которых будет отличаться от предыдущей, что делает игру похожей на просмотр реалити-шоу. Спенсер Рутледж также похвалил симулятор, заметив, что в The Sims 4 для консолей перенесены все возможности и преимущества игры для ПК, она позволяет игроку наблюдать за полноценной жизнью персонажей и их развитием. Среди основных недостатков критик отметил сложное меню управления, не такое удобное, как при управлении мышкой. Он также был разочарован тем, что в игре нельзя использовать многочисленные пользовательские модификации, созданные для ПК-версии.
Другая часть критиков оставила неоднозначные отзывы. Например, Элис Фавис в Gameinformer заметила, что, хотя по состоянию на 2016 год возможности геймплея The Sims 4 стали гораздо шире, игра по-прежнему остаётся урезанной версией The Sims 3. В то же время, несмотря на то, что консольная версия никогда не сможет конкурировать с PC-игрой, она всё же сможет подарить игроку удовольствие. Интерфейс консольной версии почти идентичен оригиналу, хотя плохое управление сильно мешает играть (в частности, Элис упомянула, что из-за неудобного управления несколько раз не могла открыть нужную панель). В результате на строительство дома или создание персонажа уходит вдвое больше времени, чем на ПК-версии. Миранда Санчес в IGN заметила похожую проблему, отметив, что иногда не могла переключаться между меню и сохранять игру; хотя, по её мнению, ситуация с управлением на PlayStation 4 немного лучше, чем на Xbox One, у обоих портов имеются серьёзные недостатки, в том числе проблемы с производительностью и понижение частоты кадров. Тем не менее игра имеет явные преимущества в виде многозадачности по сравнению с предшественником, а также добавления расширений, чего в консольной версии The Sims 3 не было, и возможностью использовать читы.
Рецензент сайта CGmagoline дал игре оценку 40 из 100, объясняя, что плохое управление сводит на нет всё удовольствие от симулятора, делает его крайне сложным, и игрок в результате не способен должным образом удовлетворять базовые потребности персонажей, а на такие вещи, как продвижение по карьерной лестнице или развитие романтических отношений, не остаётся времени.

## Влияние

### Популярность

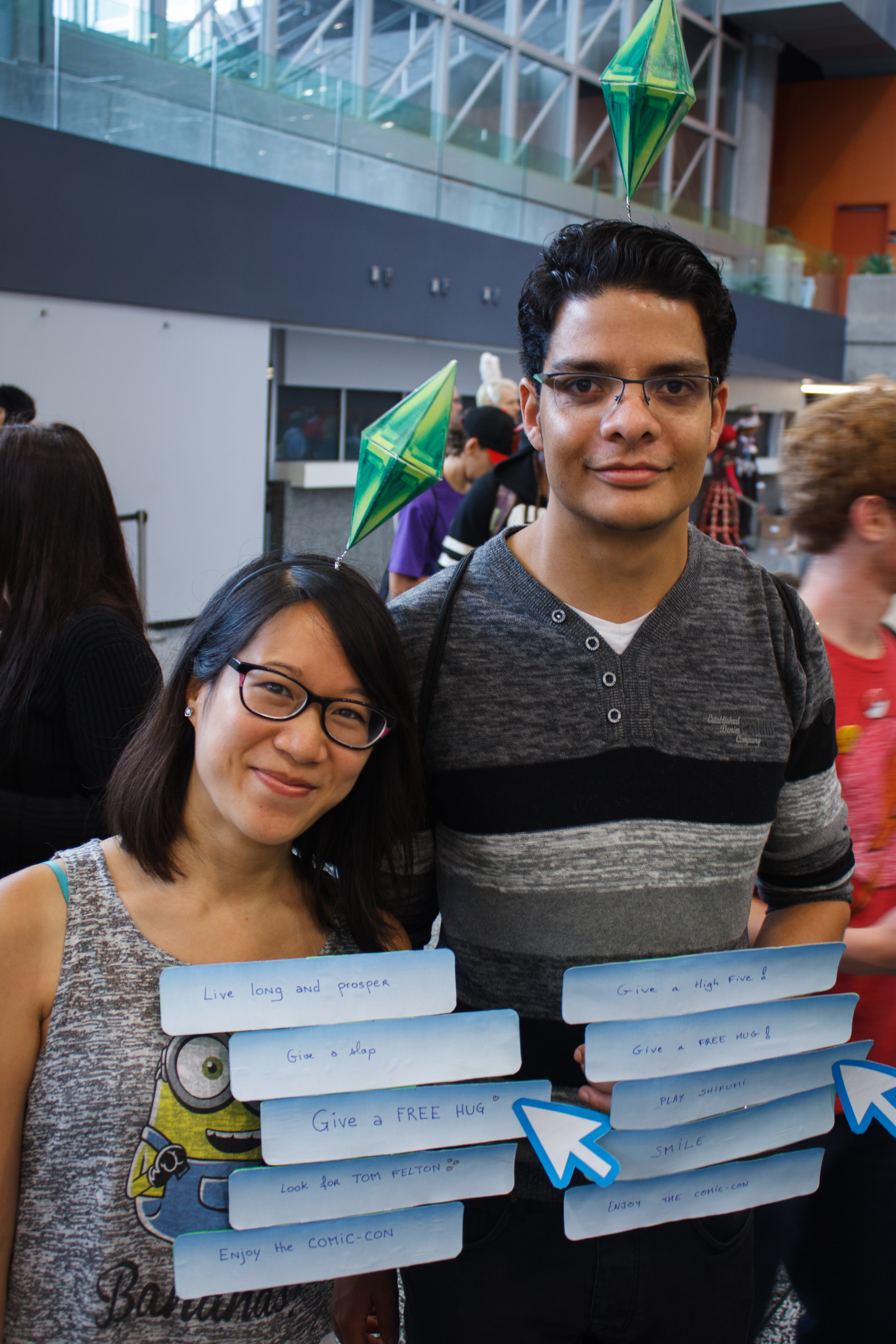
Косплей симов, с изображением меню диалога. Comic Con, 2016 год

После своего выхода, The Sims 4 сумела попасть в чарты продаж во многих странах, например в Великобритании, России или Казахстане. Тем не менее массовые споры, сопровождавшие анонс плохо сказались на продажах и игра при выпуске не сумела повторить успех своей предшественницы. Стоит заметить, что все предыдущие The Sims били рекорды по скорости продаж игр для ПК. The Sims 4 не могла похвастаться каким достижением, это было провалом. Скандалы, сопровождавшие анонс и выпуск игры касательно её содержательности привели к сильному упадку интереса фанатского сообщества к франшизе в течение долгого периода времени, которое постепенно восстанавливалось. Только к момененту пандемии коронавируса популярность игры сравнялась с The Sims 3 в её лучшие годы, а к 2023 году игра стала самой популярной во франшизе.
Несмотря на неудачный выпуск, продажи у базовой версии The Sims 4 были устойчиво высоки, позволяя ей с момента выпуска до того, как она стала бесплатной удерживаться в списке самых продаваемых ПК-игр в США. Некоторые дополнения, такие как например «Кошки и Собаки» и «Времена Года» на треть способствовали росту продаж игры. В 2018 году EA удалось продать 10 миллионов копий игры и 30 миллионов копий дополнений, 20 миллионов копий базовой игры в 2019 году и 30 миллионов в 2020 году. В этом же году EA отчиталась об 10 миллионах игровых сеансов в месяц и денежных доходах в размере миллиарда долларов. Начавшаяся в 2020 году пандемия Covid-19 дополнительно подстегнула рост популярности The Sims 4, сделав на какой то момент одним из самых продаваемых продуктов на Amazon наряду с Animal Crossing: New Horizons. Редакция игрового журнала EGM связывала такой рост популярности в том числе и увеличением доли поколения Z среди поклонников The Sims 4. После того, как базовая версия игры стала бесплатной, игровая аудитория The Sims 4 быстро выросла на несколько миллионов человек. По состоянию на апрель 2023 года активная аудитория игры составляла уже более 70 миллионов человек, такой явный прирост обусловлен бесплатностью базовой версии. В октябре 2024 года количество игроков достигло более 85 миллионов человек.
Вышеописанные данные учитывают только игроков лицензионных копий, неизвестно, сколько людей играет в пиратские копии. При самых позитивных расчётах при релизе это были как как минимум десятки тысяч человек. The Sims 4 попадала в списки самых скачиваемых пиратских копий компьютерных игр в рунете. При этом пользователи, скачивавшие игру становились излюбленной целю мошенников, поэтому каждая вторая копия содержала вирусы и прочие вредоносные программы. Известен прецедент, когда после установки пиратской копии The Sims 4 в офисе энергетической компании Eskom из ЮАР произошла массовая утечка данных.

### Внешнее сотрудничество
Часть игрового материала была выпущена в рамках сотрудничества с разными дизайнерами или брендами, например домом моды Moschino, косметическим брендом MAC cosmetics, производителем нижнего белья MeUndies, дизайнером Ромеро Дженнингсоном, дрэг-квин Паблло Виттар. Один из игровых наборов — «Путешествие на Батуу» является кроссовером The Sims 4 с научно фантастической франшизы «Звёздные Войны», созданной в рамках сотрудничества EA Games и Lucasfilm.
В июле 2020 года, на YouTube издательством Electronic Arts было запущено реалити шоу на английском языке под названием The Sims Sparkʼd, в рамках которого известные сим-блоггеры должны были создать разнообразные истории с участием симов. В состав жюри входили певица Тейлор Паркс, блогер BuzzFeed Келси Импиччике, Дэйв Миотке, один из разработчиков The Sims 4, а также Рэйвон Оуэн, музыкант и финалист передачи «Американский идол». Серии также выходили на американском телеканале TBS. В декабре 2020 года южнокорейская певица Ан Хе Чжин в сотрудничестве с EA Games выпустила музыкальный клип-машиниму на движке The Sims 4.

### Фанатская аудитория
The Sims 4 собрала вокруг себя одно из крупнейших фанатских сообществ в интернете. Редакция Polygon считает, что фанаты The Sims 4 отличается в общем меньшей агрессией, чем фанаты остальных игр категории ААА. Наибольшее количество игроков (владельцев лицензионной копии) приходятся на США, Великобританию и Германию.
Гибкий игровой процесс позволяет и разными способами играть в The Sims 4, например есть игроки, увлекающиеся прежде всего режимом строительства, созданием персонажей. Одни симмеры стремятся к достижениям, богатству, другая часть увлекаются созданием историй и семейных династий, есть также игроки, любящие издеваться над своими симами и создавать странные стиуации в попытке «сломать» игру. The Sims 4, как и предыдущие игры франшизы The Sims, осталась излюбленной площадкой режиссёров-любителей для создания историй и короткометражных фильмов, а также авторов фанфиков о персонажах, чьи истории публикуются в Tumblr.
Фанатское сообщество широко представлено на Youtube, на видеохостинге свою деятельность ведут множество так называемых сим-ютуберов, посвещающих свои каналы летсплеям или обзорам The Sims 4. Самые популярные из них собирают вокруг себя от сотен тысяч до миллионов зрителей. При этом 9 из 10 самых популярных сим-ютуберов — женщины. Также большой популярностью у фанатов пользуется платформа TikTok, где каждый день загружаются до сотен видеороликов, связанных с The Sims 4 и которые могут набирать до миллиона просмотров. Видео с тематикой The Sims 4 просматривают 75 % пользователей TikTok младше 24 лет. Также в интернете активны тысячи форумов и саб-реддитов, обсуждающих The Sims 4.
Помимо игрового материала и творчества игроков, популярной темой для обсуждения выступают внутриигровые ошибки, на основе которых создаются интернет-мемы, например склонность симов мыть посуду в ванной. Также источником юмора становится некорректное изображение пользовательского «Alpha»-контента на сгенерированных игрой симах.

### Неофициальные расширения

Демонстрация различий во внешности сима при использовании игрового материала (справа) и пользовательского неофициального (слева).

Как и к предыдущим играм серии The Sims, к четвёртой части пользователи стали создавать множество неофициальных объектов и расширений. Через четыре года после выпуска игры фанатским сообществом были созданы тысячи объектов и модификаций, способных оказать значительное влияние на игровой процесс The Sims 4. Многие из этих модификаций и объектов публикуются на специализированных сайтах ModTheSims, TheSimsResource и Sims4Updates. Основная часть объектов представляют собой пользовательские аксессуары, мебель, декорации, причёски и одежду для симов. Данные предметы называются пользовательским контентом (англ. Custom Content) или просто CC. При этом, начиная с 2019 года стало принято делить «CC» на две базовые категории — «Maxis» и «Alpha». В первую категорию попадает пользовательский контент, выдержанный в художественном стиле The Sims 4. Контентом в стиле «Alpha» называются предметы и аксессуары, выдержанные в иных художественных стилях. С одной стороны предметы в стиле «Alpha» позволяют добиться большей реалистичности, с другой стороны ухудшают производительность игры.
Часто модификации создаются, чтобы компенсировать отсутствие в The Sims 4 многих возможностей, наличествующих в предшествующей ей The Sims 3. Многие игроки любят скачивать пользовательские материалы, чтобы обойти ограничения по созданию персонажа с желаемой внешностью, особенно это касается игроков, создающих темнокожих персонажей или представителей незападных культур, индийской, дальневосточной или ближневосточной культур. Например долгое время самым популярным скачиваемым в интернете аксессуаром был хиджаб — мусульманский головной убор для женщин. Другие популярные модификации добавляют волшебных существ, например русалок, фей, оборотней, ведьм. Самые масштабные модификации добавляли новые управляемые карьеры, возможность посещать школу, университет, управлять магией, заниматься серийными убийствами, быть знаменитостью. Модерами также создавались новые города. Известно, что фанатское сообщество сотрудничало с домом моды Gucci для добавления коллекции предметов в игру.

### Интимные и спорные модификации
Для игры, как и для её предшественниц, стали создаваться неофициальные расширения запретного характера. В частности, большой популярностью пользуется модификация Wicked Whims или turbodriver, добавляющая в игру специальное меню для сексуальных взаимодействий, а также разнообразные анимации с имитацией полового акта, созданные независимой командой программистов. Создатель модификации мог зарабатывать на нём до 4000 долларов. Он установил для команды строгое правило, что turbodriver затрагивал только взрослых симов и никаких детей. Не менее популярной остаётся простая модификация, позволяющая подросткам беременеть. Редакция Kotaku выражала обеспокоенность по поводу того, что мод пользовался особенной популярностью у игроков-детей.
Другая «взрослая» модификация, приносящая большие доходы своему создателю — Basemental, позволяющая симам продавать или принимать разные виды наркотических веществ и испытывать от этого чувство эйфории, выработать наркотическую зависимость или даже отравиться. Модификация интегрирована с Wicked Whims, позволяя расплачиваться за наркотики сексом.

## Социальные вопросы и социокультурное разнообразие
Команда разработчиков The Sims 4 открыто декларирует толерантные ценности и поддержку к разным группам игроков в соответствии с их половым, национальным и расовым самоопределением. Игра позволяет формировать однополую любовь и экспериментировать с отношениями, например практиковать полигамию, беспорядочные половые связи, отыгрывать измену. Поэтому она вызывает особый интерес у игроков из консервативных сообществ, поощряющих единственную модель отношений в виде брака мужчины и женщины. Команда также поддерживает матерей и идею кормления грудью в общественных местах, тем не менее процесс кормления подвергнут цензуре, чтобы игра соответствовала рейтингу Teen.

### ЛГБТ

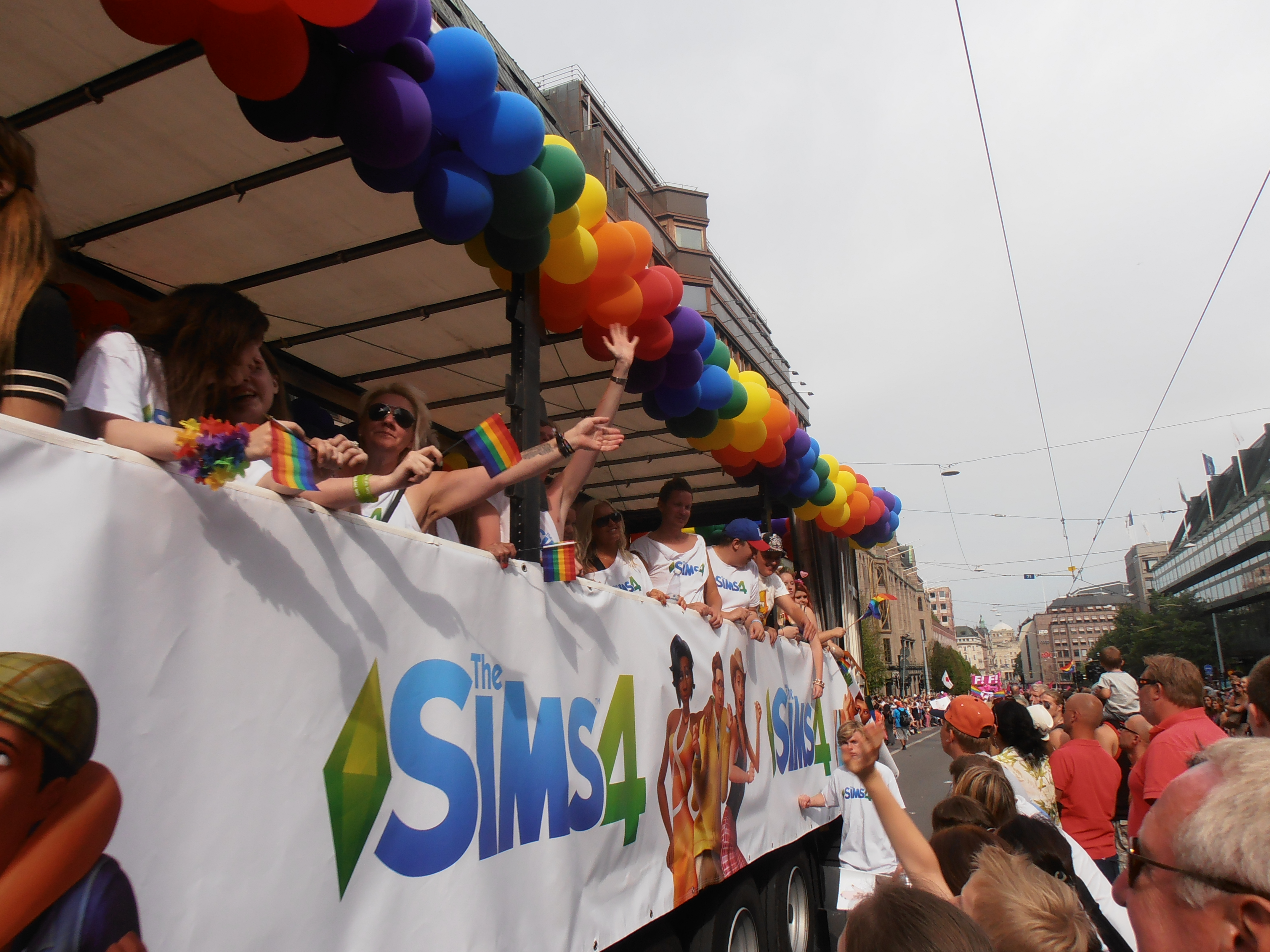
Стокгольм, Швеция, гей-прайд с логотипами The Sims 4, 2014 год

Разработчики Maxis уже давно, начиная с первой игры The Sims выражали толерантность к однополым отношениям, что выделяло эту серию на фоне остальных игр. Первая The Sims позволяла заводить однополые романы, The Sims 2 и The Sims 3 — заключать однополые браки. The Sims 4 впервые позволила создавать небинарных персонажей, в том числе и трансгендерных. Данное обновление создавалось при консультации правозащитной организацией ГЛААД. Вместе с другими обновлениями, в игру была добавлена настройка сексуальной ориентации, позволяя например впервые создавать гетеро- гомо- и асексуальных симов. Раннее все симы были бисексуальными, также в английскую версию игры были добавлены нейтральные и настраиваемые местоимения. В рамках поддержки ЛГБТ, Maxis также добавили прайд-флаги в игру и демонстрировали однополые пары на промо материалах.
Подобные нововведения встречали открытое одобрение и поддержку у ЛГБТ-сообществ США. The Sims 4 называлась самой дружелюбной к ЛГБТ компьютерной игрой и единственной по состоянию на середину 2010-х годов, где игрок мог отыгрывать например мужского сима в женской роли и одежде. Симулятор жизни, как и её предшественницы позволили игрокам осознать и изучить свои истинные сексуальные предпочтения. Это имеет особе значение для ЛГБТ-игроков, живущих в традиционных и гомофобных сообществах. Для них симулятор жизни выступает отдушиной и способом побега от реальности.
В 2022 году EA приняла решение не выпускать в России игровой набор «Свадебные истории» из-за нежелания менять обложку с лесбийской свадьбой, ссылаясь на российские законы о «гей-пропаганде». Такое решение встретило неоднозначную реакцию, многие оценили такой ход, увидев в нём жест поддержки ЛГБТ. Другая же часть обвинила EA в предательстве и «стирании» российских ЛГБТ игроков The Sims 4.

#### Сопутствующие проблемы
Возможность в игре завязывать однополые отношения, формировать нетрадиционные семьи и вступать в добрачные отношения вызывала отрицательную реакцию у социальных консерваторов. Особенно если однополые пары демонстрировались в трейлерах игры. Новости об обновлениях, связанных с ЛГБТ как правило вызывает гневную реакцию у консерваторов в социальных сетях, заявляющих о своём намерении запрещать своим детям играть в The Sims 4. Возможность создавать трансгендерных персонажей вызывала негативную реакцию у американских консервативных медиа Fox News и New York Post. Разработчики и EA Games выступают категорически против цензуры однополых отношений или другого игрового материала, даже если из-за этого игра будет не допущена для продажи в отдельных странах. Из-за этого например The Sims 4 не была выпущена в Саудовской Аравии или материковом Китае, при том, что например EA Games задумывала перевести The Sims 4 на арабский, но сочла это нецелесообразным из-за ограниченного доступа к арабскому рынку. Трудности возникли и при выпуске игры на российском рынке из-за закона о «гей-пропаганде». Игру допустили к продаже, но только при наличии рейтинга 18+ для соблюдения закона. Министерство культуры не раз выражало негативное мнение по поводу игры, называя её опасной и «вредной» для российской молодёжи. Помимо прочего, The Sims 4 была в 2017 году запрещена к распространению в Узбекистане, из-за «пропаганды насилия и порнографии».
В сентябре 2023 года ряд россйиских ретейлеров объявили о прекращении продаж The Sims 4 из-за «пропаганды нетрадиционных отношений». Это совпало с негативными высказываниями представителей госдумы по поводу наличия ЛГБТ в The Sims и призывами создать российский аналог, призванный продвигать «традиционные российские духовно-нравственные ценности».

### Национальное разнообразие
The Sims 4 критиковалась за излишнюю сосредоточенность на белой западной игровой аудитории, главным образом за явный недостаток материала для чернокожих персонажей, например причёсок для курчавых волос и слабую представленность не западных культур Африки, Ближнего Востока и Азии. На фоне антирасистких протестов в США, культурная и расовая недопредставленность стала центральной темой критики The Sims 4 при поддержке большинства известных сим-ютуберов. В этот момент запущенная петиция с призывом решить эту проблему была подписана более 80 000 раз. Такая реакция в том числе была вызвана заметным ростом доли чернокожих среди аудитории симмеров.
Сторонники расового разнообразия также критиковали и игроков, выкладывающих персонажей во внутриигровой галерее, которые почти всегда белые. Тем не менее игроки оправдывали своё решение тем, что при создании темнокожих персонажей, существует вероятность того, что они могут стать целью нападок за якобы недостоверное и стереотипное изображение.
Реагируя на критику, с 2018 года Maxis начала выпускать обновления с этническими предметами, одеждой и аксессуарами, в индийском, китайском, корейском и карибском стилях. В 2019 году в игру были добавлены мусульманские головные уборы — хиджаб и тафья. Известно, в 2020-е годы поддержка игры и разработка дополнений ведётся в сотрудничестве с консультанами по культурному и расовому разнообразию. Итогом этого сотрудничества стало например добавление дополнительных оттенков кожи, причёсок и аксессуаров для симов.

## Скандалы и споры
В связи с многочисленными проблемами, сопровождающими разработку The Sims 4, ранняя версия игры была лишена многих элементов, ставших традиционными для предыдущих игр серии The Sims. Самые очевидные из них — призраки, бассейны, машины и возрастная категория малыши. Эти новости спровоцировали массовую гневную реакцию среди фанатов серии, но самым спорным решением стал отказ от открытого игрового мира. Большинство вышеперечисленных материалов в итоге были добавлены с обновлениями. Данный скандал, особенно в первые несколько лет, заложил довольно токсичное отношение у фанатов к игре и команде разработчиков. Предвзятость была настолько сильна, что среди фанатов не было принято признавать и многочисленные преимущества The Sims 4 над The Sims 3.
В первые несколько лет предвзятое отношение фанатской аудитории подогревалось редким выпуском малосодержательных DLC, множество раз указывалось на то, что The Sims 3 за аналогичные периоды получала несоразмерно больше дополнительного материала при схожей общей стоимости. Во-вторых, традиционные для франшизы дополнения стали выпускаться гораздо реже в пользу множественных маленьких DLC. Те дополнения, что выпускались, были менее содержательны аналогичных дополнений для The Sims 3. Например, все выпущенные расширения за 6 лет по-прежнему содержали меньше материала, чем расширения к The Sims 3, выпущенные за 4 года. Имеющиеся же дополнения чаще всего повторяли тему дополнений к предыдущим играм серии, вызывая слабую заинтересованность у старых фанатов серии. По состоянию на июль 2024 года общая стоимость всех DLC достигала около 1200 долларов.
Начиная с 2020-х годов всё чаще стали звучать недовольства по поводу отсутствия выпуска The Sims 5 и слишком долгой поддержки уже морально устаревшей четвёртой части. Несмотря на это, популярность The Sims 4 и её дополнений только продолжала расти. Это прежде всего обусловлено жанровой монополией и отсутствием игр-конкурентов с аналогичным игровым процессом. Выпущенные после 2022 года дополнения — «Конное ранчо» и «Сдаётся» критиковались за явный недостаток игрового материала. Разработчики в ответ оправдывались тем, что ограничены бюджетом и поэтому вынуждены идти на компромиссы и решать, что в итоге войдёт в дополнений, а что — нет. Например разработка «Сдаётся» сопровождалась непредвиденным техническими трудностями, что плохо сказалось на содержательности дополнения.
Массовые споры провоцировали и выпускаемые DLC, например «Веселимся Вместе» за её откровенную малосодержательность, «Экологичная жизнь» за слишком нишевую тематику, «Снежные просторы» за наличие символики, ассоциирующейся с японским колониализмом, и «Свадебные истории» — за решение не выпускать в России. Однако самым скандальным стал игровой набор «Путешествие на Батуу», являющейся рекламой франшизы «Звёздные войны».

## Расширения
Для The Sims 4 выпускается множество платных расширений, таких как дополнения, игровые наборы и каталоги, различающиеся в своей ценовой категории и степени наполнения. Дополнения — крупнейшие расширения, добавляющие новый игровой опыт в четвёртый симулятор в определённой, широкой тематике. Игровой набор — среднее расширение, предлагает новые возможности геймплея, но в более узкой и углублённой тематике. Каталог представляет собой маленькое расширения с набором одежды и предметов.